# Simhasana

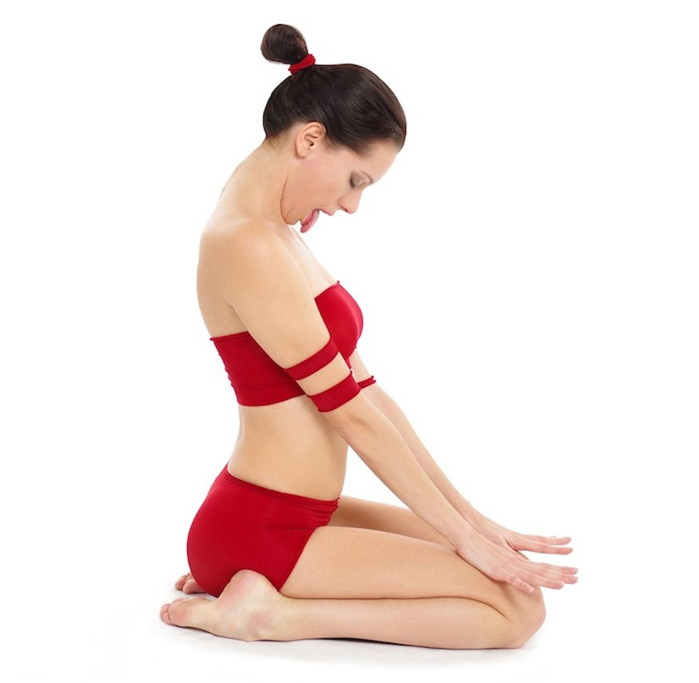
Simhasana

Dandasana (Sanskriet voor Stafhouding) is een veelvoorkomende houding of asana.
| Sanskriet | vertaling                   |
| simha     | leeuw                       |
| asana     | houding (letterlijk: 'zit') |

## Beschrijving
De houding begint in de Bliksemhouding, met de heupen op de hielen en de handpalmen op de knieën. Strek de kruin van het hoofd naar boven op de inademing, waardoor de rug verlengd wordt. Zet op de uitademing de handen op de grond, strek de rug in een buiging met de buik naar voren en steek de tong ver naar buiten naar het puntje van de kin. Voor een goede uitwerking op de stembanden, wordt de brul van een leeuw nagebootst.